# Le Bûcher de Toulouse
Le Bûcher de Toulouse, sous-titré D'Alègre à Baudis : histoire d'une mystification, est un essai de Matthieu Aron et Marie-France Etchegoin publié en 2005 aux éditions Grasset.
Ce livre est consacré à l'affaire Patrice Alègre qui a marqué la France dans les années 2000.

## Sujet
L'ouvrage est publié par deux journalistes : Matthieu Aron, chef de service de France Info, et Marie-France Etchegoin, grand reporter au Nouvel Observateur. Ils reviennent sur l'affaire Patrice Alègre qu'ils ont suivi à Toulouse en 2003. Ils se sont opposés aux témoignages des anciennes prostituées Fanny et Patricia mettant en cause des personnalités politiques comme Dominique Baudis. Ce dernier était accusé d'avoir participé à des soirées avec le tueur en série Patrice Alègre,.

## Réception et postérité
En 2007, les auteurs et les éditions Grasset sont poursuivis en justice par Dominique Galbardi, dont sa nièce est une victime. Il leur est repproché une « atteinte à la dignité de la victime, publication d'acte de procédure avant décision de justice et commentaires ayant pour conséquences d'exercer une pression sur une instruction en cours. » 
Toujours en 2007, l'éditeur Olivier Nora est condamné en appel à payer 5 000 € de dommages et intérêts et 1 000 € d'amende. Cette condamnation fait suite à une plainte du procureur de la République, Michel Bréard, qui a été un des acteurs du procès du tueur en série Alègre.
Le téléfilm en deux parties Notable, donc coupable sorti en 2007 adapte l'ouvrage sous la forme d'une fiction et en changeant les noms, Matthieu Aron est impliqué dans ces changements,. Sa sortie fait polémique, notamment car dans la fiction un journaliste de Vision 2 fait preuve d'un manque de déontologie. Certains journalistes y voient une attaque envers la rédaction de France 2 ayant joué un certain rôle dans le traitement médiatique de l'affaire Alègre,.

## Adaptations
- 2007 : adaptation libre et fictionnelle, téléfilm de Francis Girod et terminé par Dominique Baron, sous le titre Notable, donc coupable avec Charles Berling dans le rôle principal.